# 18458 Caesar
18458 Caesar là một tiểu hành tinh vành đai chính với cận điểm quỹ đạo là 1.9836232 AU. Nó có độ lệch tâm là 0.1373471 và chu kỳ quỹ đạo là 1273.58 ngày (3.49 năm).
Caesar có vận tốc quỹ đạo trung bình là 19.64179592 km/s và độ nghiêng quỹ đạo là 5.87881°.
Nó được phát hiện ngày 5 tháng 3 năm 1995 bởi Freimut Börngen.
Nó được đặt theo tên hoàng đế La Mã, Gaius Julius Caesar.